# Valladolid Rugby Asociación Club
Il Valladolid Rugby Asociación Club, anche Valladolid RAC o VRAC, è un club spagnolo di rugby a 15 di Valladolid; fondato nel 1986, è rapidamente divenuto una delle società più titolate del Paese avendo vinto, in ambito nazionale, 10 titoli di campione di Spagna, 5 Coppe del Re e 8 supercoppe spagnole e, a livello interconfederale, 5 coppe iberiche, manifestazione che vede annualmente contrapposte in gara unica le squadre campioni di Portogallo e Spagna.
Nella stagione 2020-21 è campione di Spagna in carica nonché detentore della supercoppa e della coppa iberica e milita in División de Honor, la prima serie nazionale.
I suoi colori sociali sono il bianco e il blu e disputa i suoi incontri interni allo stadio Pepe Rojo, impianto comunale condiviso con l’altra compagine rugbistica cittadina, l’El Salvador.

## Storia
Il nucleo del club si costituì all’interno del collegio Nostra Signora di Lourdes di Valladolid, in cui il rugby era entrato negli anni settanta del XX secolo.
Nel 1986 prese vita una squadra seniores che prese il nome di Valladolid Rugby Asociación Club, abbreviato con l’acronimo VRAC; le squadre cadette del collegio continuarono altresì a chiamarsi Centro Deportivo Lourdes.
Quasi subito nacque il soprannome Queseros (casari) dovuto al ramo d’attività dello sponsor, un industriale dell’allevamento vaccino.
Nel 1987 il collegio eliminò il rugby dalle sue discipline e da allora tutte le giovanili fanno parte della filiera del VRAC.
Partito in Primera División, la seconda serie spagnola, il club giunse in División de Honor al termine della stagione 1990-91; con il salto di categoria giunse anche l’accordo con un nuovo sponsor, Queserías Entrepinares, che potesse sostenere finanziariamente le spese di gestione di un campionato di vertice.
La rivalità cittadina con il preesistente club El Salvador, anch’esso espressione di un collegio cattolico, fece sì che presto la città di Valladolid divenisse una delle più titolate di Spagna in ambito rugbistico e sportivo in generale, vincendo 15 campionati nazionali in un quarto di secolo con entrambe le compagini e conquistando 12 dei 17 titoli assegnati nel nuovo millennio a tutto il 2017.
Se il primo titolo dell’El Salvador risale al 1991, il VRAC iscrisse per la prima volta il suo nome nel palmarès nel 1999, anche se il suo primo titolo ufficiale risaliva a un anno prima con la conquista della Coppa del Re 1997-98 sui madrileni del Canoe, battuti in finale per 36-16.
Nel 2001 il VRAC fu il primo club spagnolo a disputare una competizione ufficiale europea, la Challenge Cup 2001-02; dopo circa un decennio di dominio della concittadina El Salvador, nel 2010 giunse la vittoria nella Coppa del Re e, nella stagione successiva, nella Supercoppa di Spagna, torneo che dal 2012 al 2017 ha vinto per 6 volte consecutive per un totale di 7 affermazioni; nel 2015 si aggiudicò anche la prima Coppa Iberica, battendo sul proprio terreno i campioni portoghesi del CDU Lisbona; stesso avversario fu battuto a dicembre 2017 in occasione della conquista per la seconda volta di tale trofeo.
A tutta la stagione 2019-2020 il VRAC è l’unico club spagnolo a non essere mai stato retrocesso dalla prima alla seconda divisione.

## Stadio

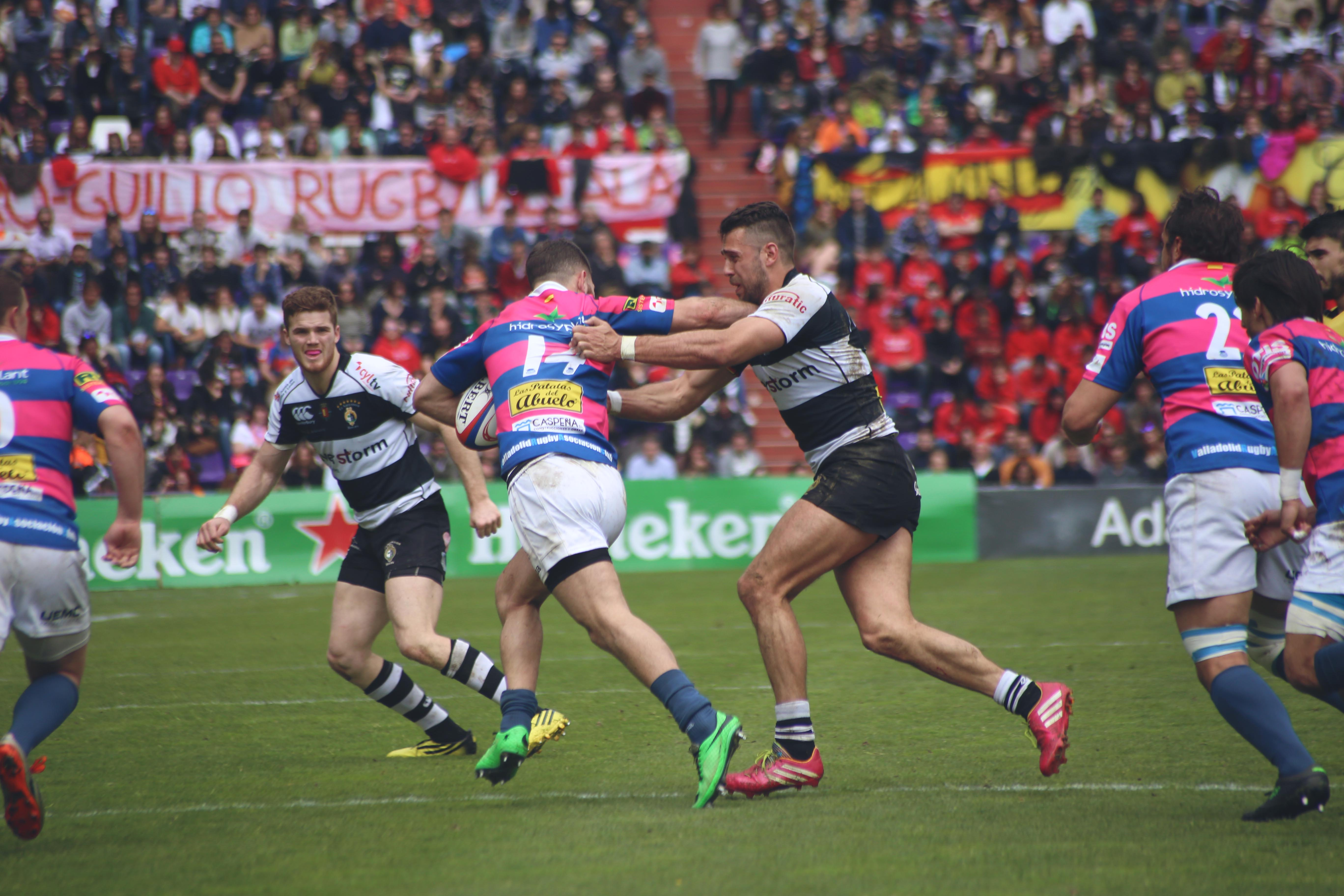
Fase della finale di Coppa del Re 2016 allo stadio Zorrilla

La prima squadra disputa i suoi incontri interni nel campo principale del complesso sportivo Pepe Rojo, impianto di proprietà comunale le cui strutture dedicate al rugby sono condivise con El Salvador; il complesso fu inaugurato nel 1981 e gli altri campi servono come terreno di gioco delle altre squadre del club e come allenamento.
In occasione della finale di Coppa del Re 2015-16, che si tenne tra le due squadre cittadine, fu deciso altresì di disputare l’incontro presso lo stadio municipale José Zorrilla, che normalmente ospita le partite della locale squadra di calcio, il Real Valladolid: davanti a 25 000 spettatori il VRAC perse la finale contro l’El Salvador, ma il trofeo fu consegnato dal re Filippo VI; fu la seconda volta in assoluto che un sovrano di Spagna presenziò a un incontro di rugby; la prima fu quando Alfonso XIII, bisnonno di Filippo, nel 1929 assistette all’esordio assoluto delle Nazionali di Spagna e d’Italia che si affrontarono a Barcellona.

## Colori e simboli
I colori sociali del club sono storicamente il bianco e il blu.
I fondatori del VRAC si ispirarono esplicitamente alla bandiera della Scozia al momento di scegliere l’aspetto cromatico delle tenute di gioco in segno di omaggio ai giocatori di quel Paese che benché fisicamente meno prestanti dei loro avversari, combattevano senza risparmiarsi e senza darsi per vinti.
Il legame con la Scottish Rugby Football Union si tradusse in seguito in scambi di incontri e di frequenti visite di formazioni del paese britannico in Spagna; la stessa Flower of Scotland, composizione eseguita prima degli incontri della Scozia, è divenuto l’inno non ufficiale del VRAC.
I giocatori del neonato club, in ragione del marchio che lo sponsorizzava, l’impresa di allevamento vaccino Granja Conchita, presero il soprannome di Queseros, ovvero casari (addetti all’industria casearia).
Tale soprannome rimase anche perché lo sponsor che li accompagna dal 1991, Queserías Entrepinares, è un'impresa agroalimentare locale che basa molta della sua produzione sui derivati del latte; il simbolo del club, quindi, fu fin da subito un toro, a rimarcare il legame territoriale del club con l’industria vaccina e casearia.

## Palmarès
- Campionati spagnoli: 11
1998-99, 2000-01, 2011-12, 2012-13, 2013-14, 2014-15, 2016-17, 2017-18, 2018-19, 2019-20, 2020-21
- Coppe del Re : 5
1997-98, 2009-10, 2013-14, 2014-15, 2017-18
- Supercoppe di Spagna: 8
2010, 2012, 2013, 2014, 2015, 2016, 2017, 2019
- Coppe Iberiche : 5
2013-14, 2017-18, 2018-19, 2019-20, 2020-21